# Заклички про дождь
Заклички про дождь — тематическая разновидность игровых детских, первоначально — заклинательных песен языческого происхождения, обращённых к дождю. Существует большое количество всевозможных вариантов закличек — как к усилению дождя, так и к его прекращению. Подобные заклички имеются во многих культурах, включая Древнюю Грецию. Английская версия заклички, «Rain Rain Go Away», включена в «Индекс народных песен Роуда» под номером 19096.

## Русские заклички
К усилению дождя:

Дождик, дождик, пуще,

Дам тебе гущи,

Выйду на крылечко,

Дам огуречка.

Дам и хлеба каравай —

Сколько хочешь поливай!
К прекращению дождя:

Дождик, дождик, перестань,

Я уеду в Аристань

Богу молиться,

Христу поклониться,

У Христа-то сирота

Открывает ворота

Ключиком-замочиком,

Беленьким платочком.

## Английская закличка
Наиболее распространенная английская версия:

Дождик, дождик, уходи, —

В другой день приходи.

Оригинальный текст (англ.)Rain rain go away, 

Come again another day.

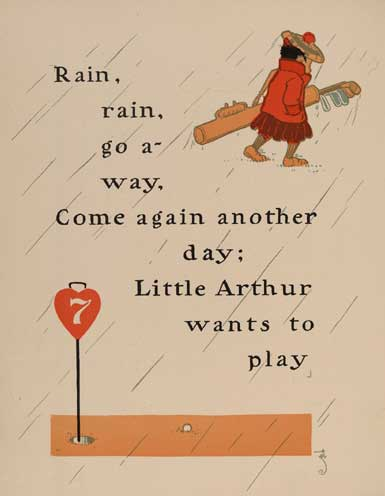

Запись английской заклички о дожде датируется, по меньшей мере, XVII столетием, когда Джеймс Хауэлл в своём собрании пословиц записал:
Raine raine goe to Spain: faire weather come againe (Дождик, дождик до Испании уйди: нам чудесную погоду возврати).
Версия, очень близкая современной версии, была отмечена Джоном Обри в 1687 как использующаяся «малыми детьми»: «Rain raine goe away, come again a Saturday» (Дождик дождик уходи, ты в субботу приходи).
Было зафиксировано большое разнообразие альтернативных концовок, включая: «середину лета», «день стирки», «Рождество» и «свадьбу Марты».
В середине XIX века Джеймс Орчард Халливелл записал и издал версию:

Обращайся, дождик, вспять,

В день другой придёшь опять —

Захотел Артур играть.

Оригинальный текст (англ.)Rain, rain, go away, 

Come again another day: 

Little Arthur wants to play.

В книгах конца XIX столетия приводится следующий вариант:

Дождик, уходи скорее

Возвращайся лишь в апреле

Крошка Джон игру затеял.

Оригинальный текст (англ.)Rain, rain, go away, 

Come again, April day: 

Little Johnny wants to play.

## В массовой культуре
- Песня, основанная на английской закличке, была совместно написана Глорией Шейн Бейкер и Ноэлем Регни.[5] и первоначально исполнена Бобби Винтоном.
- Песня, основанная на закличке, написана российской рок-группой Tandem из Владивостока.
- Авторская песня на русском «Дождик» О. В. Арефьевой в жанре бард-рока[6]
- «Дождик, дождик, пуще!» — советский мультфильм 1982 года.
- «Дождик, дождик, пуще» — научно-фантастический рассказ Анатолия Фисенко.[7]
- «Дождик, дождик, перестань» — фантастический рассказ Харлана Эллисона.[8]